# 鹰门

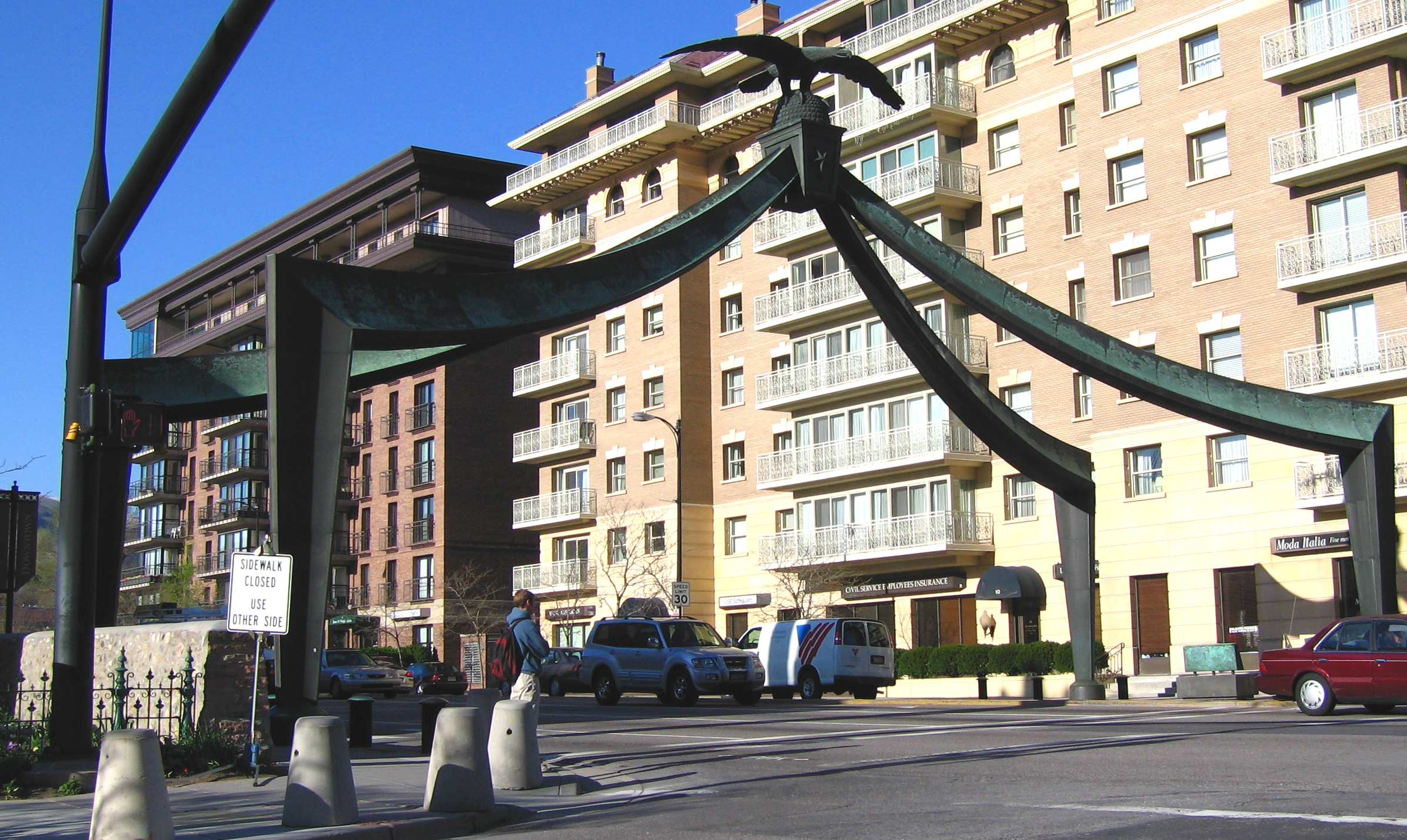
鹰门

鹰门（英語：Eagle Gate），盐湖城独特的地标，位于州街和南圣殿街的十字路口，毗邻圣殿广场。它建于1859年，纪念杨百翰在City Creek Canyon口的产业的入口。 原来顶部是一只木鹰，曾更改过数次，现为4,000磅的铜鹰，翼展20英尺。由拉尔夫·拉姆齐雕刻 原来的木鹰在北主街300号犹他先驱之女博物馆展出。